# Église All Souls
L’église All Souls (anglais : All Souls Church), parfois appelée la BBC Church, est une église du quartier de Marylebone dans la Cité de Westminster à Londres.

## Situation et accès
L’église est située à côté de la Maison de la Radio, à quelques pas de Regent Street en direction de Regent’s Park.
Elle se compose d’une rotonde surmontée d’une flèche et d’un bâtiment adjacent de forme rectangulaire qui constitue le corps de l’église.
La station de métro la plus proche est  Oxford Circus, où circulent les trains des lignes  Bakerloo  Central  Victoria.

## Historique

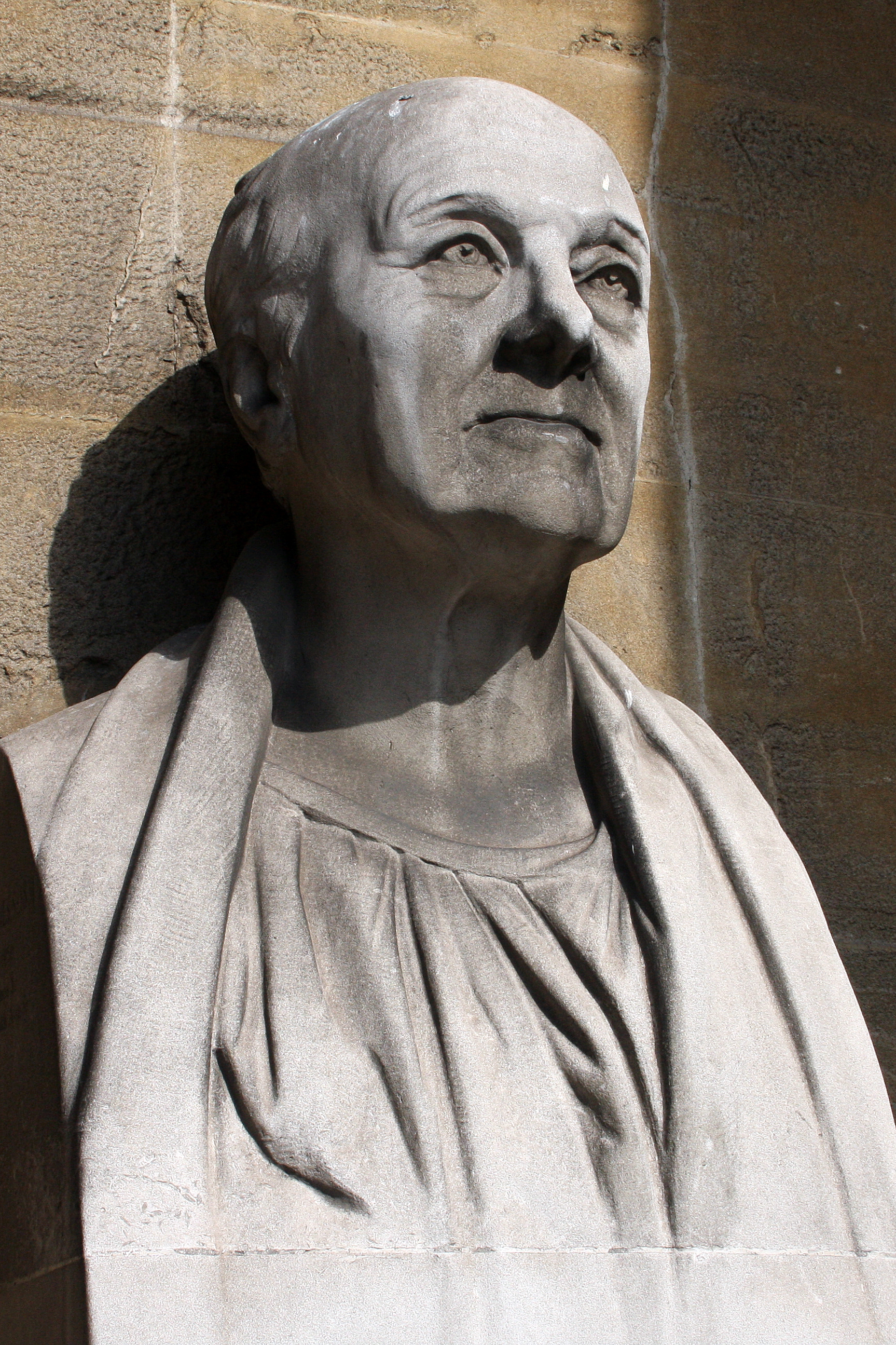
John Nash.

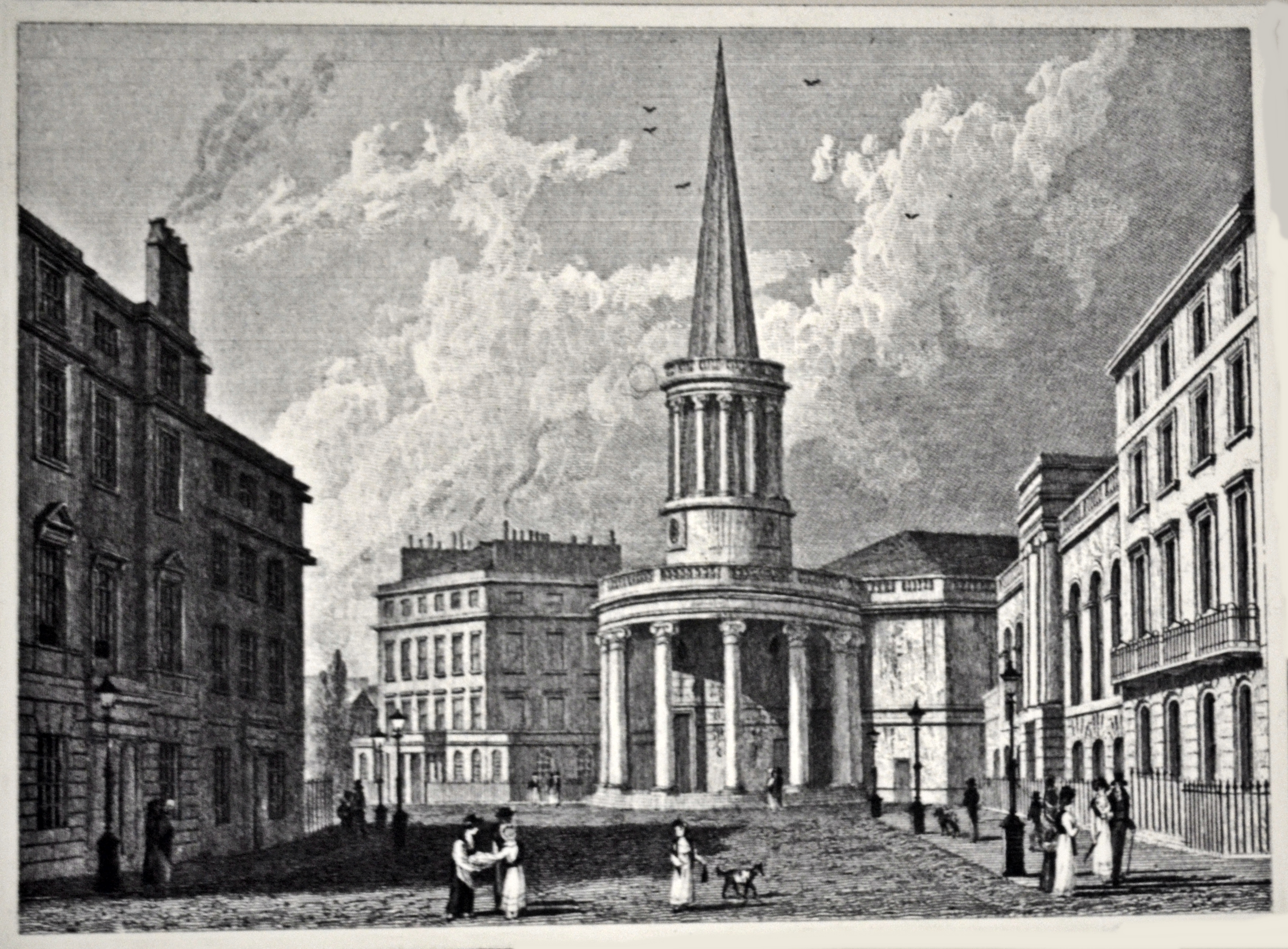
All Souls vue par William Westall (1825).

L'église est construite de 1822 à 1824 peu après l’ouverture de Regent Street. L'architecte en est John Nash. Achevée en 1823, elle est consacrée le 25 novembre 1824 par l’évêque de Londres.
Le 8 décembre 1940, pendant le Blitz, un bombardement allemand provoque d'importants dégâts dans le quartier, détruisant notamment le Queen's Hall. Également touchée, l'église All Souls doit rester fermée pendant plus de dix ans. 
En 1951, les travaux de reconstruction étant achevés, une cérémonie est organisée au sommet de l’échafaudage, à 50 mètres au-dessus du sol. Le recteur de l’époque coiffe la toute nouvelle flèche d’un cône de bronze contenant différents objets dont un exemplaire du Times du jour.
Le 10 septembre 1954, l'église est devenue monument classé de grade I .
En 1956, le buste de l’architecte John Nash est installé sous la rotonde.

## Accueil critique
L’architecture de All Souls est diversement appréciée et les premières réactions sont loin d'être positives. Elle est même l'objet d'un débat, en mars 1824, à la Chambre des communes, au cours duquel un député dépeint l’édifice comme une « horrible et déplorable chose ». Un caricaturiste de l'époque va jusqu'à représenter le célèbre architecte, protégé du roi George IV, empalé sur le clocher de l'église.
En termes plus feutrés, John Summerson, historien de l'architecture et biographe de John Nash, évoque, lui, un style curieusement ambigu, mêlant des influences diverses. 
Aujourd'hui, selon le recteur de l'église, le style de l'église All Souls n'offense plus guère que les plus pédants des puristes.

## Vie religieuse
L'Église All Souls appartient à la branche conservatrice de l'anglicanisme évangélique au sein de l’Église d'Angleterre

## Galerie

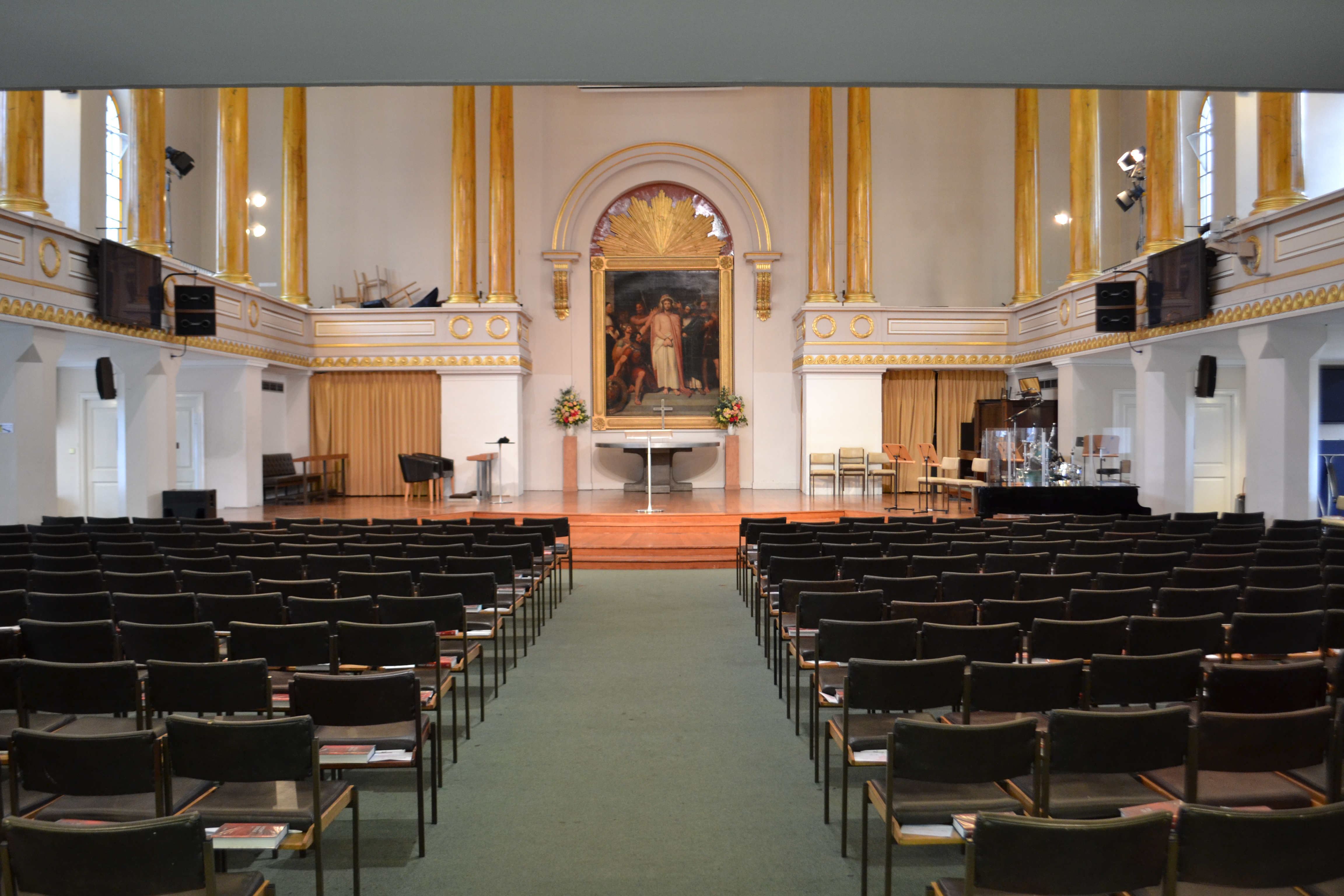
Vue intérieure.
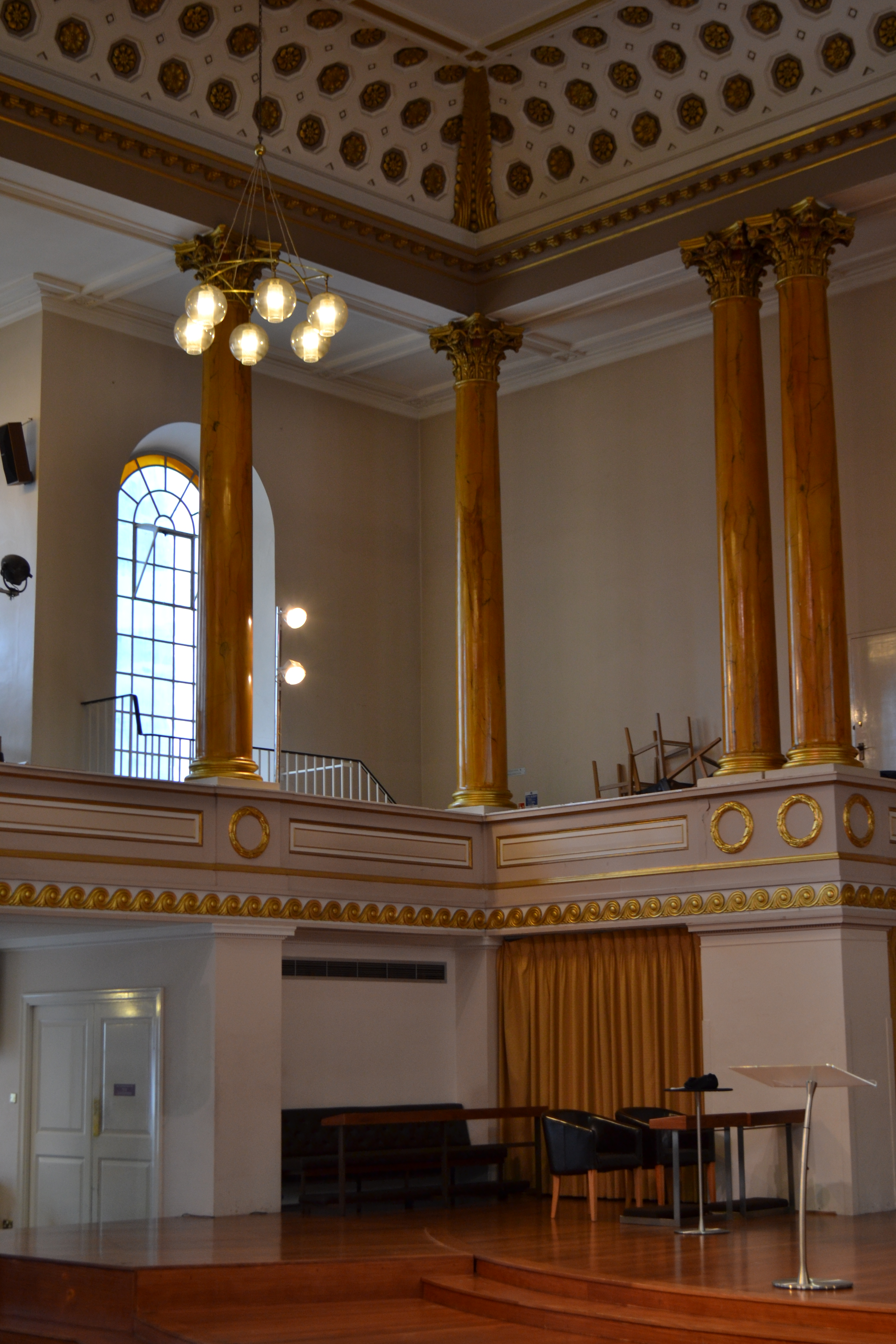
Galerie.
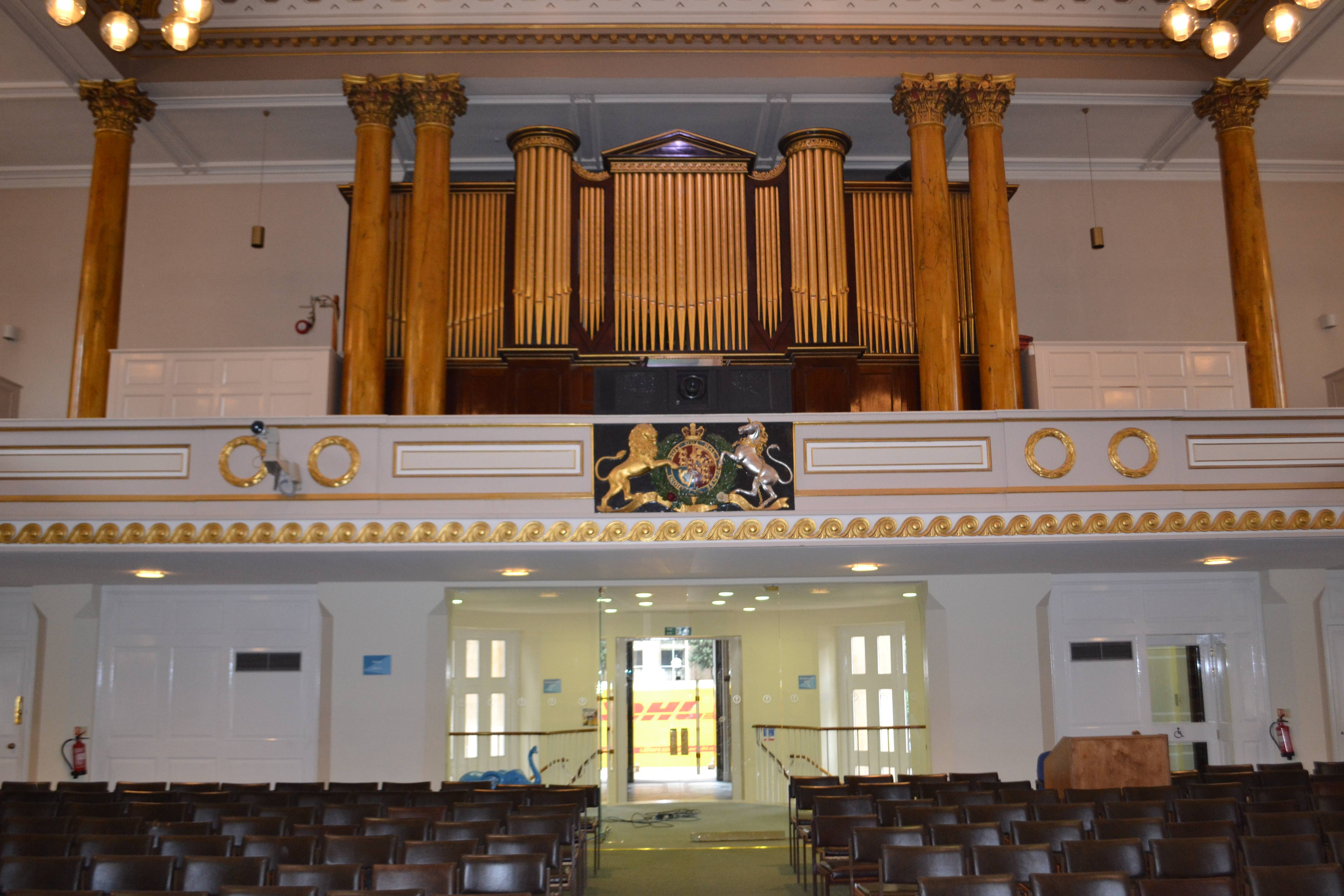
Orgue.
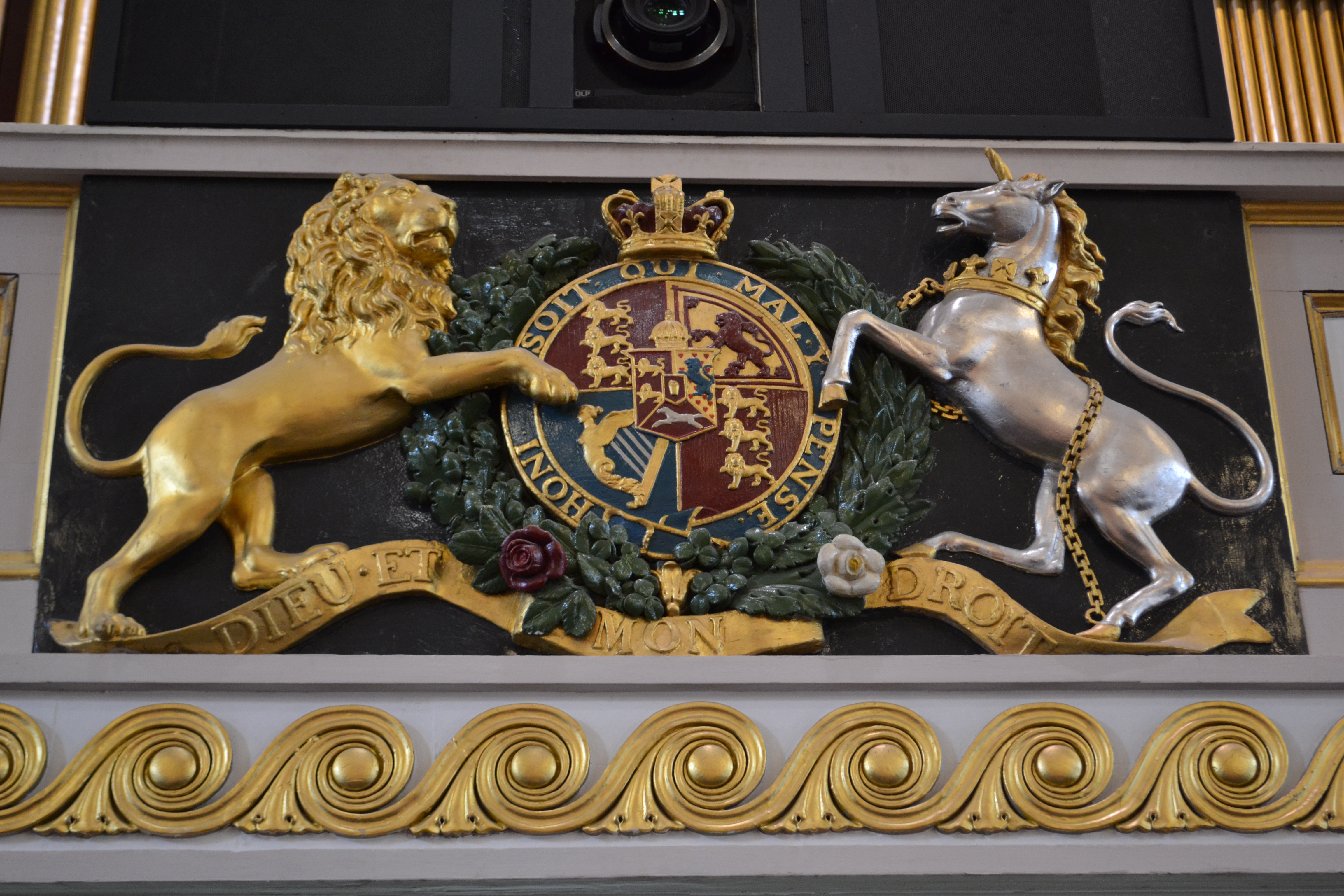
Armoiries royales (celles de George IV, roi au temps de la complétion de l'église).